# Phi Virginis
Phi Virginis (105 Virginis) é uma estrela na direção da constelação de Virgo. Possui uma ascensão reta de 14h 28m 12.22s e uma declinação de −02° 13′ 40.6″. Sua magnitude aparente é igual a 4.81. Considerando sua distância de 135 anos-luz em relação à Terra, sua magnitude absoluta é igual a 1.72. Pertence à classe espectral G2III.